# オゴウェ・ロロ州
オゴウェ・ロロ州 (オゴウェ・ロロしゅう、Ogooué-Lolo) は、ガボンの州である。面積は25,380km2、人口は7.9万人（2020年推定）。州都はクラムトゥである。

## 下位行政区画

オゴウェ・ロロ州の県

- ロロ＝ブエンギディ県（英語版）（フランス語: Département de Lolo-Bouenguidi） - 県都クラムトゥ(Koulamoutou)
- ロンボ＝ブエンギディ県（英語版）（フランス語: Département de Lombo-Bouenguidi） - 県都パナ(Pana)
- ムルンドゥ県（英語版）（フランス語: Département de Mulundu） - 県都ラストゥールヴィル(Lastoursville)
- オフエ＝オンワ県（英語版）

## 主な都市
- クラムトゥ